# Zlatý potok (Losenice)
Der Zlatý potok (deutsch Goldbach, auch Zollerbach) ist ein rechter Zufluss der Losenice in Tschechien. Er liegt im Böhmerwald und fließt durch die Regionen Südböhmen und Pilsen.

## Verlauf
Der Bach entspringt nordöstlich von Řetenice, einem Ortsteil von Nicov im okres Prachatice. Er fließt zunächst nach Südwesten, wo er sich nach 2 km mit dem Ždánovský potok vereinigt, der in Ždánov entspringt. Von dort fließt er 3 km weiter nach Westen, etwa einen halben Kilometer vom südlichen Ortsrand an Kašperské Hory vorbei, kurz darauf fließt er in die Losenice. Das Tal des Baches, Amálino údolí (deutsch Amaliatal), liegt auf der Route der Gulden Stras, die von Passau nach Kašperské Hory führte.

## Geschichte
Der Zlatý potok erhielt seinen Namen wegen seiner Goldvorkommen, die besonders im 14. und 15. Jahrhundert Goldsucher aus der ganzen Region anzogen. Vor allem an den Südhängen des Bachtals sind auch heute noch Goldgräberstollen erhalten, von denen in einem eine seismische Messstation untergebracht ist.
Aufgrund seiner wertvollen Biotope (vor allem Quellen und Feuchtgebiete) stehen heute 80,93 ha des Tales unter Naturschutz. Des Weiteren wurde ein Lehrpfad eingerichtet, der über die Geschichte des Goldbergbaus in der Region informiert.